# Kathleen Deckx
Kathleen Deckx, née le 7 février 1967 à Mol est une femme politique belge flamande, membre de Sp.a.
Elle est licenciée en droits et fut avocate (1990 - 2005).

## Fonctions politiques
- 2000-      : conseillère communale à Mol
- députée au Parlement flamand :
  - du 7 juin 2009 au 25 mai 2014